# منظریه (تبریز)
منظریه یکی از محله‌های شهر تبریز است که در حوزهٔ استحفاظی شهرداری منطقه ۳ این شهر واقع شده‌است. 
پارک منظریه در این محله قرار دارد. این محله دارای شش خیابان بیست متری و دو بلوار می‌باشد. کوی ایتالیایی‌ها در این محله با معماری و شهرسازی اروپایی ساخته شده‌است.